# Made (Noord-Brabant)

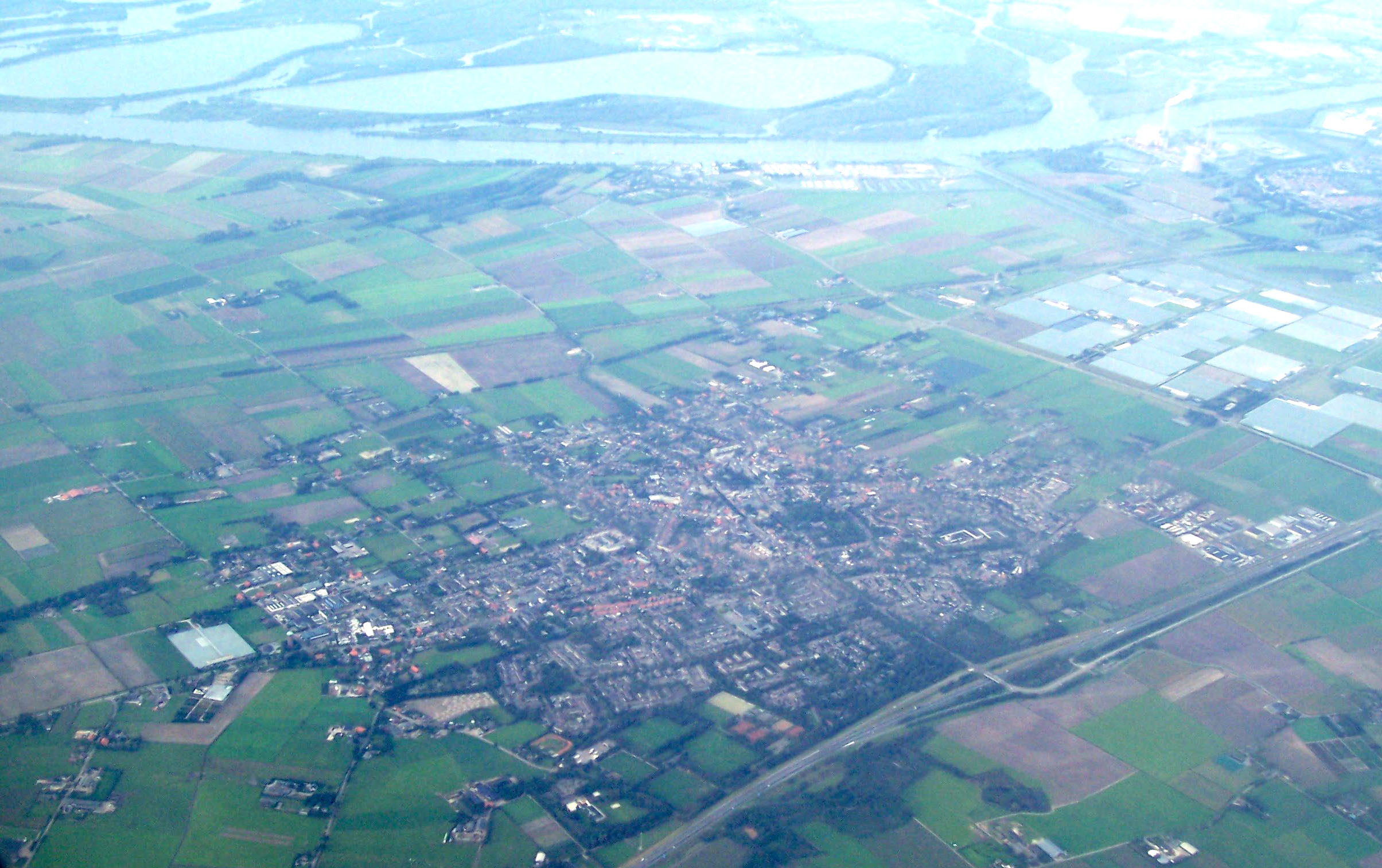
Made

Made ist ein Ortsteil der niederländischen Gemeinde Drimmelen in der Provinz Nordbrabant. Made bildet mit rund 12.965 Einwohnern das Zentrum von Drimmelen und beherbergt das Rathaus der Gemeinde.
Ein bedeutendes Bauwerk in Made ist die Blasiuskerk, eine ehemalige Kirche, in der sich heute Mietwohnungen befinden.

## Bilder

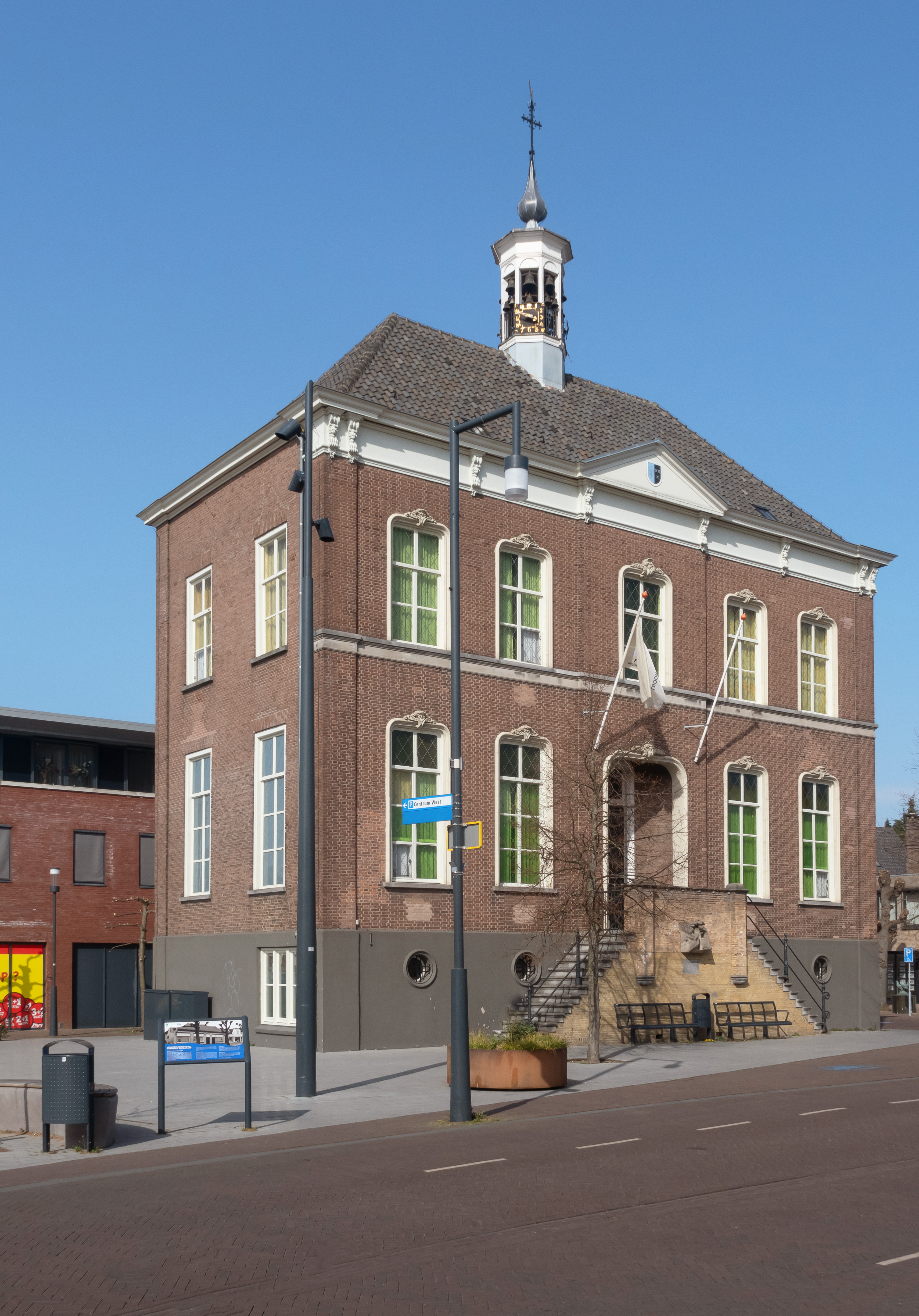
Rathaus
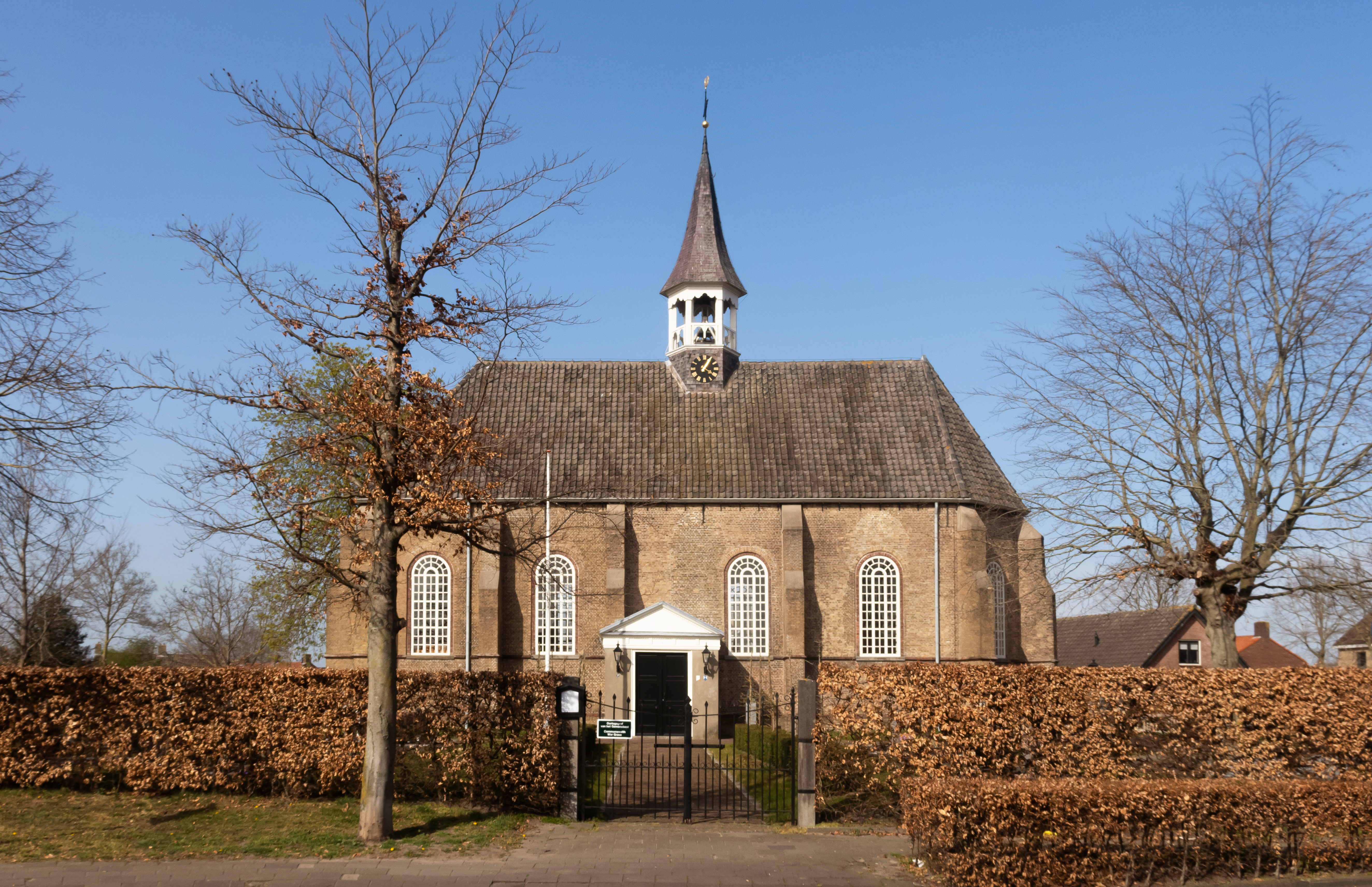
Reformierte Kirche
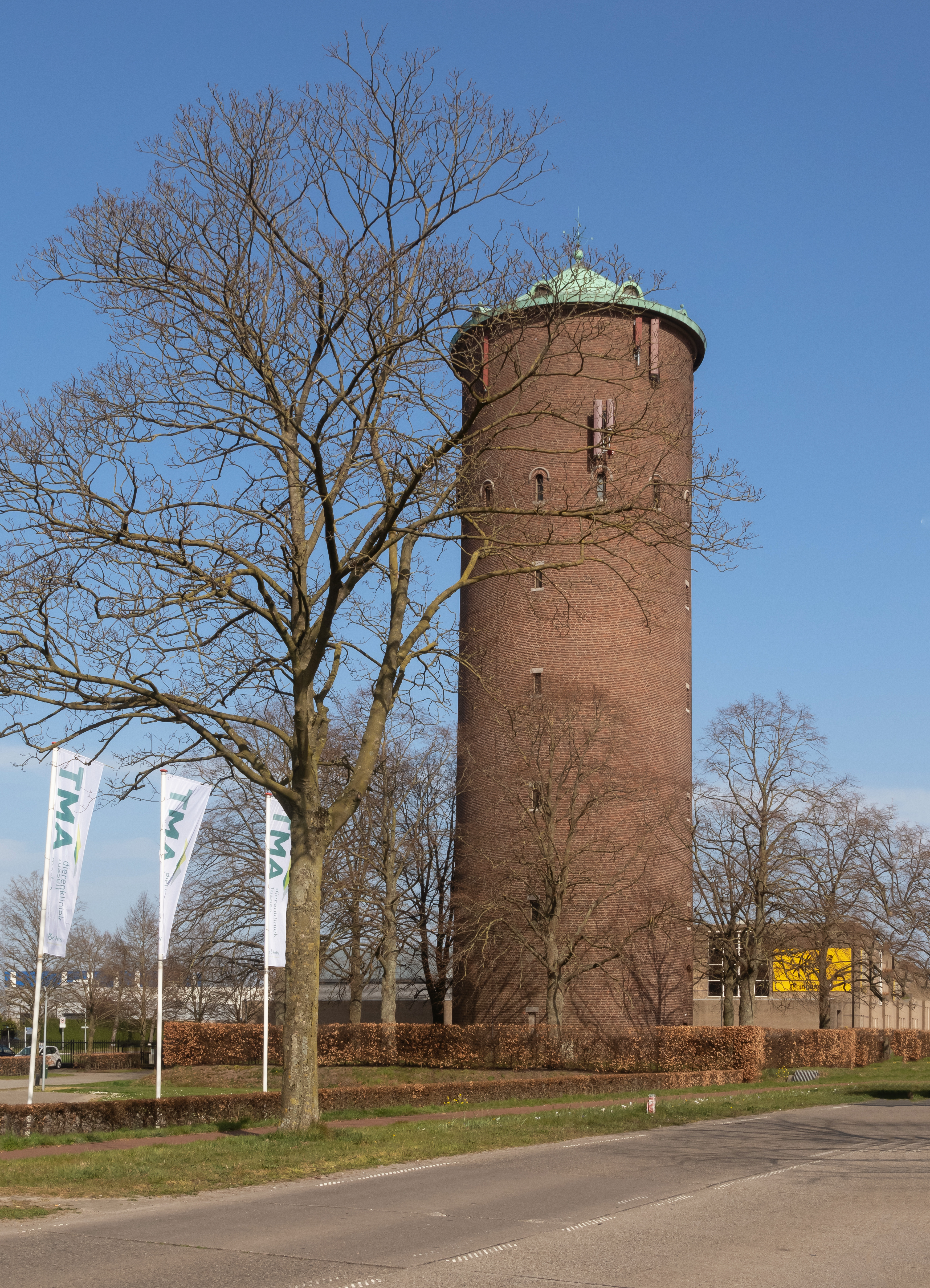
Wasserturm

## Persönlichkeiten
- Godefridus Schalcken (1643–1706), Maler
- Cees Joosen (1920–1976), Radrennfahrer
- Piet de Jongh (* 1934), Radrennfahrer
- Sander de Graaf (* 1995), Ruderer